# Демографический кризис
Демографический кризис — быстрое изменение численности людей и проблемы, сопровождающие как убыль населения, так и перенаселение. Известны демографические кризисы, относящиеся к отдельным странам и регионам. Кроме того, за свою историю человечество в целом прошло один кризис перенаселения, преодолённый на рубеже XX-XXI веков. В начале XXI века во всех странах мира продолжается снижение рождаемости, и в некоторых случаях — сокращение численности населения. По оценкам 2020-х годов, к 2100 году население 23 стран мира, включая Японию, Таиланд и Испанию, сократится более чем на 50 %. Наблюдаемая тенденция к снижению численности детей может быть необратимой. Некоторые[прояснить] исследователи полагают, что эти[какие?] явления так же свидетельствуют о демографическом кризисе. Критики такой[какой?] трактовки указывают на возможность управлять численностью населения путём реализации правительственных программ по стимулированию рождаемости и возможность преодоления проблем, связанных с недостатком работоспособного населения, при помощи различных технологических решений.

## Демографический взрыв
На протяжении большей части истории человечества, темпы роста народонаселения были умеренными по сравнению с наблюдаемыми в Новом времени. Демографический взрыв произошёл в Европе в XVIII—XIX веках (население большинства европейских стран утроилось). В Средние века в Европе были высокие уровни рождаемости и смертности, детей рождалось много, но их не умели лечить и большая доля детей умирала от эпидемий и голода, поэтому прирост населения был минимальным. В Новое время уровень рождаемости оставался высоким, но повысилось качество медицинской помощи и улучшились санитарные условия. Это стало причиной демографического взрыва в период индустриализации и дало импульс развитию такой теории, как мальтузианство. Её последователи полагали, что снижение рождаемости является благом для человечества, так как тогда на каждого человека будет приходиться больше сельскохозяйственных земель и других ресурсов.
В XX веке в Европе, Азии и Латинской Америке, после Второй мировой войны  произошёл всплеск рождаемости, в разных странах его продолжительность и количество рождённых были разными. Те страны которые воспользовались этим молодым и ещё относительно бедным населением (Демографический дивиденд) в эффективных рыночных экономиках, дав ему образование, создав эффективные законы давшие возможность развиваться экономике, но при этом защищающие интересы и права работников, создав рабочие места. Страны, которые эффективно включили данное население в экономику, смогли продолжительное время поддерживать высокие темпы реального экономического роста и в конечном итоге смогли развить свои экономики до уровня того, что мы понимаемым сегодня, как развитые экономики (с высокой добавочной стоимостью, с высоким уровнем жизни населения и т.д).

## Депопуляция
К концу XX и началу XXI века в данных уже развитых странах с развитыми экономками, которые уже полностью потратили демографический дивиденд послевоенного беби-бума, начали нарастать тенденции старения обществ. Процент пожилых людей в обществе превысил количество детей и все больше стал увеличиваться. В ряде развитых стран данная тенденция уже стала приводить к демографическому кризису. Как следствие экономический рост в большинстве развитых стран резко снизился и стал очень низким. Данная демографическая тенденция в долгой перспективе несёт большие экономические, социальные и политические риски для данных стран. Но со временем данная демографическая тенденция стала затрагивать и менее развитые экономики и страны и стала приобретать черты общемирового демографического тренда, глобального старения населения Земли (кроме Африки южнее Сахары) и вызванного им уже в ряде стран, как развитых так и развивающихся, демографического кризиса.

### Снижение рождаемости в развитых и развивающихся странах
В XX веке рождаемость в Европе, Азии и Северной Америке  снизилась, поэтому прирост населения стал снова минимальным, население некоторых стран даже стало сокращаться, как пример Япония. Это особенно опасно на фоне демографического взрыва в странах Африки и Ближнего Востока. Такое демографическое положение неизбежно приводит к миграции или даже к нашествию населения из экономических бедных стран Африки, Азии и Европы в более богатые и географически близкие, и открытые для иммиграции страны. Как пример, эмиграция из Китая в Японию и Южную Корею, США, Канаду и Австралию, и в свою очередь миграция в сам Китай из бедных стран Юго-Восточной Азии, Центральной Азии, Восточной Европы. Россия находится на границе демографического взрыва, на южных границах России находятся страны с высокими темпами роста населения — исламские страны Центральной Азии. В России демографический взрыв был с 1860 до 1913 года. Но прирост населения, полученный в результате этого взрыва, был нейтрализован в ходе исторических катаклизмов, выпавших на долю российского народа в XX веке. В Советском Союзе в конце 1960-х годов были демографические проблемы, так как во время Великой Отечественной войны родилось очень мало детей («Дети войны», «Дети детей войны») и значительные потери населения среди мужчин; и самое главное: дефицит контрацептивов, и высокая доля абортов 1960 - 1970 годах, в СССР и других коммунистических странах Европы случилось парадоксальное явление - практически не произошёл в должной мере послевоенный беби-бум, наблюдаемый во всём остальном мире, а наоборот рост населения и рождаемость даже падали в 60 годах. Как пример, население России в 1960 году составляло по оценкам более 119 млн человек, а по состоянию на 2019 год в России проживает более 146 млн чел. За этот же период население Южной Кореи увеличилось более чем в два раза с 25 млн чел. до 51 млн чел. Сегодня много людей мигрирует из стран ближнего зарубежья в Россию, из которой местное население эмигрирует в страны Европы и Америки.
В древности примером миграции являлось великое переселение народов — гуннов, аваров, готов, свебов, вандалов, бургундов, франков, англов, саксов, лангобардов, славян в IV—VII веках н. э. В VII—IX веках н. э. произошла миграция арабов, норманнов, протоболгар, мадьяров. Миграция из Европы в США особой интенсивностью отличалась во второй половине XIX века.
За последние 30 лет суммарный коэффициент рождаемости в целом по миру снизился в 1,4 раза - с 3,2 ребёнка на женщину в 1990 году до 2,3 в 2020 году. Рождаемость снизилась во всех основных группах стран, особенно значительно в менее развитых странах мира (в 1,5 раза), а также в странах с более низким средним уровнем доходов (в 1,7 раза). В развитых странах и в странах с высоким уровнем доходов суммарный коэффициент рождаемости уже в 1990 году была ниже уровня воспроизводства населения (2,1 ребёнка на женщину). По оценкам на 2020 год суммарный коэффициент рождаемости снизился до 1,5 против 1,7 и 1,8 в 1990 году. Рождаемость опустилась ниже уровня воспроизводства населения и в группе стран с более высоким средним уровнем доходов (1,6 против 2,6 в 2020 году). В остальных группах суммарный коэффициент рождаемости пока обеспечивает расширенное воспроизводство (превышает 2,1 ребёнка на женщину), причем в наименее развитых странах и странах с низким уровнем доходов превышает уровень воспроизводства населения в два раза и более, составляя 4,0 в наименее развитых странах и 4,7 в странах с низким средним уровнем доходов. В ряде регионов мира рождаемость уже в течение многих лет не обеспечивает простое замещение поколений. К их числу в 1990 году относились все европейские регионы (особенно Южная и Западная Европа, где суммарный коэффициент рождаемости составлял 1,5) и Австралия (1,9) в тихоокеанском регионе. За 30 лет суммарный коэффициент рождаемости снизилась во всех регионах, кроме Западной Европы, где она немного увеличилась (с 1,5 до 1,6). Наибольшее снижение – на 47 % - отмечалось в Южной Азии, на 41-42 % - в Южной Африке, Западной и Восточной Африке. По оценкам на 2020 год суммарный коэффициент рождаемости опустился ниже уровня воспроизводства населения, помимо всех европейских субрегионов, в Восточной Азии (1,3), в Австралии и Новой Зеландии (1,6), в Северной (1,6) и Южной (1,9) Америке. В Центральной Америке и странах Карибского бассейна, Юго-Восточной Азии суммарная рождаемость снизилась до 2,1 ребёнка на женщину. В Южной Азии и Южной Африке она вплотную приблизилась к этому уровню (2,3 и 2,4 соответственно). Очень высокой, несмотря на снижение, остается суммарная рождаемость в Центральной (5,8) и Западной (5,4) Африке. В 1990 году суммарная рождаемость была ниже 2,1 ребёнка на женщину в 48 странах, в 2020 году – уже в 107 странах мира. В 2020 году в странах, где рождаемость была ниже уровня простого воспроизводства, проживало 45 % населения Земли.
В 1990 году суммарный коэффициент рождаемости  варьировался от 1,1 в Монако до 8,6 в Йемене, а в 2020 году – от 0,8 в Южной Корее и 0,9 в Гонконге и Макао до 7,0 в Нигере. Помимо Нигера, крайне высокие значения коэффициента суммарной рождаемости отмечаются в Сомали (6,9), Чаде (6,4), Мали (6,3), Демократической Республике Конго (6,2), Анголе и Центрально-Африканской Республике (6,0). В ряду стран, ранжированных по возрастанию суммарного коэффициента рождаемости в 2020 году, Россия входит в пятый десяток стран с наиболее низкими показателями (1,5 ребёнка на женщину). В большинстве стран мира (188) суммарная рождаемость в 2020 году оказалась ниже, чем в 1990 году, причем во многих значительно (на 2 детей на женщину и более в 46 странах). В некоторых странах суммарный коэффициент рождаемости незначительно повысился. Помимо Словении, Германии, Монако и Грузии, где рождаемость была крайне низкой и в 1990 году, некоторое повышение суммарного коэффициента рождаемости отмечалось в Южно-Африканской (2,0 до 2,3) и Центрально-Африканской (с 5,8 до 6,0) республиках. В небольшом числе стран, преимущественно европейских, суммарная рождаемость осталась практически на том же уровне, что и в 1990 году.
Снижение рождаемости сопровождалось сокращением доли детей, родившихся у матерей 15-19 лет, и повышением доли детей, родившихся у матерей 35 лет и старше. При низкой рождаемости реализация репродуктивных планов возможна в разных возрастах. За последние десятилетия средний возраст материнства, в том числе при рождении первого ребёнка, значительно повысился в большинстве развитых стран, рождаемость в младших возрастах существенно снизилась. Беременность и роды в ранних возрастах сопряжены с высокими рисками для здоровья и жизни матери и ребёнка, они затрудняют получение образования и профессиональных навыков девушками, чреваты рисками безработицы и бедности. Во многих развивающихся странах за последние годы удалось добиться значительного снижения рождаемости у женщин 15-19 лет. В целом по миру доля детей, родивших у женщин 15-19 лет, снизилась с 12 % в 1990 году до 9 % в 2020 году. Особенно значительно она сократилась в развитых странах (с 9 % до 3 %), меньше всего – в наименее развитых странах (с 17 % до 16 %). Стоит отметить, что в наименее развитых странах незначительно снизилась и доля детей, родившихся у матерей в возрасте 35 лет и старше (с 16 % до 15 %). Это произошло за счет снижения числа детей высокой очередности рождения, которые происходят в старших возрастах. Значительное повышение доли детей, родившихся у женщин 35 лет и старше, в развитых странах (с 9 % в 1990 году до 23 % в 2020 году) связаны с изменением возрастного профиля рождаемости, повышением возраста матери при рождении первого ребёнка. В Африке доля детей, родившихся у матерей 15-19 лет, практически не изменилась за 1990-2020 годы, оставаясь на уровне 15 %. Несколько снизилась доля родившихся у матерей 35 лет и старше (с 17 % до 16 %). В остальных регионах мира наблюдалось довольно значительное снижение доли родившихся у женщин 15-19 лет и повышение доли родившихся у женщин 35 лет и старше. Особенно ярко эта тенденция выражена в Европе, где доля родившихся у матерей 15-19 лет снизилась до 3 %, а доля родивших у матерей 35 лет и старше повысилась до 24 %. В большинстве стран мира (160) доля родившихся у матерей 15-19 лет снизилась по сравнению с 1990 годом. Небольшой рост отмечался в 27 странах. Наибольшим он был в Азербайджане (на 5 %, с 5% до 10%) и Мозамбике (на 4 %, с 21% до 25%). В 1990 году она варьировалась от 1 % в Японии, Южной Корее, КНДР, Макао, до 24 % в Габоне и Бангладеш, в 2020 году – от 0 в Макао, Гонконге, Южной Корее, КНДР, и Дании до 25 % в Мозамбике. Россия в ряду стран, расположенных в порядке возрастания значения показателя 2020 года, занимает 58 место, доля родившихся у матерей 15-19 лет снизилась до 3 % против 14 % в 1990 году.

### Демографическая нагрузка на работающее население
По состоянию на 2021 год в населении мира люди в возрасте до 15 лет составляют 26 %, а люди в возрасте 65 лет и старше - 10 %. Общая демографическая нагрузка на население рабочих возрастов в целом по миру составляет 56 детей (до 15 лет) и пожилых людей (65 лет и старше) на 100 человек 15-64 лет, в том числе 41 ребёнок и 16 пожилых людей. Доля детей в возрасте до 15 лет заметно различается по географическим регионам. Ниже всего она в Европе, особенно в Южной Европе – 14 %, а выше всего – более 40 % - в Центральной, Восточной и Западной Африке. Относительно небольшая численность населения рабочих возрастов означает, что на него приходится более значительная демографическая нагрузка детскими и старшими возрастами. В Центральной Африке она достигает 96 на 100 человек 15-64 лет, в том числе 90 детей моложе 15 лет и 6 человек 65 лет и старше. Несколько ниже общая демографическая нагрузка на население 15-64 лет в Западной (85) и Восточной (79) Африке. В Северной и особенно Южной Африке общая демографическая нагрузка на население рабочих возрастов заметно ниже (соответственно, 64 и 54) и меньше отличается от значения показателя в других субрегионах Земли. Самое низкое значение общей демографической нагрузки на население 15-64 лет отмечается в Юго-Восточной Азии – 45 детей и пожилых на 100 человек 15-64 лет, причем нагрузка детьми в 3,5 раза больше. Несколько выше общая демографическая нагрузка в Восточной Азии (47), где нагрузка детьми лишь немного превышает нагрузку пожилыми людьми, а также в Южной Америке (49), где нагрузка детьми вдвое больше нагрузки пожилыми. Во всех европейских субрегионах, демографическая нагрузка пожилыми людьми уже заметно превышает демографическую нагрузку детьми, кроме Восточной Европы, где они примерно одинаковы, но в ближайшие годы, как и в других субрегионах Европы, общая демографическая нагрузка будет увеличиваться за счет нагрузки пожилыми возрастами. Сходные тенденции наблюдаются в Северной Америке, Австралии и Новой Зеландии.
Среди стран мира доля населения в возрасте до 15 лет варьируется от 12 % в Японии, Южной Корее, Гонконге, до 50 % в Нигере. В этом ряду стран Россия (18 %) делит 55-62 места с США, Китаем, Швецией, Великобританией, Черногорией и Гваделупой. Доля населения 65 лет и старше составляет от 1 % в ОАЭ до 29 % в Японии. В 23 странах, включая Японию, она уже составляет 20 % и более. Значение коэффициента общей демографической нагрузки варьируется от 19 детей и пожилых людей на 100 человек 15-64 лет в Катаре и ОАЭ до 113 в Нигере и 100 в Анголе и Афганистане. Ещё в 7 африканских странах она превышает 90.

## Другие причины снижения и повышения рождаемости в глобальном мире
Городское население никогда себя не воспроизводило со времён первых городов на Земле (города Междуречья, Древнего Египта и т.д.) и росло в основном только за счёт сельской миграции. По состоянию на 2020 год 56,2 % населения Земли проживало в городах. В аграрном доиндустриальном обществе, городские жители имеют меньше детей, чем сельские, так как для сельских жителей большое количество детей означает большое количество помощников в подсобном хозяйстве. Индустриальное и постиндустриальное общество, с всеобщем школьным образованием и увеличивающейся долей людей с высшим образованием, с быстро растущим городским населением, от которого требуются постоянно повышающиеся навыки и знания для работы, имеют меньше времени и мотивации на активную личную жизнь, в том числе и на создание стабильных отношений и заведение детей, растет процент одиноких людей не вступающих ни в брак, ни даже в сожительсткие отношения. Высокообразованные женщины имеют мало детей, так как они в детородный период своей жизни вынуждены тратить время в первую очередь на образование и карьеру. Прежде чем принять решение завести ребёнка, родители делают подсчёт возможных затрат и своих доходов. В большой семье родители выступают против получения детьми высокого уровня образования.

## Последствия демографического кризиса
Особенно сложная ситуация с растущим демографическим кризисом во многих развивающихся странах Европы и Азии: Россия, Китай, Украина, Молдова, Таиланд, Мьянма и т. д. В этих странах обычный демографический кризис, свойственный развитым странам, стал усугубляться, часто ещё большим уменьшением официально работающей доли трудоспособного населения в связи с обширной неформальной, теневой экономикой, ещё более низкой рождаемостью, ещё большей безработицей, ещё большим ростом пенсионеров в связи с меньшими здоровыми годами активной трудоспособной жизни, что вкупе с активной эмиграции молодого, экономически активного и самого трудоспособного населения в более богатые страны мира, приводит к замедлению экономического роста стран, и как следствие к замедлению роста зарплат и уровня жизни в странах, что в свою очередь замедляет сближение уровня жизни в развивающихся странах к уровню жизни развитых..
Богатые развитые страны Европы и Азии часто решают проблему демографического кризиса, просто увеличивая квоты на ввоз большего числа иностранной рабочей силы, что в свою очередь бедные, экономически не привлекательные, как для квалифицированной, так и не квалифицированной иностранной рабочей силы, развивающиеся страны себе позволить не могут. Как пример, экономика Китая может столкнуться с широко обсуждаемой в китайских государственных СМИ проблемой, Китай может постареть быстрее, чем его население разбогатеет, что может привести к замедлению роста уровня жизни в Китае и сближения его по зарплатам с другими развитыми и богатыми экономиками Азии: Японией, Республикой Корея, Китайской Республикой, Сингапуром, Гонконгом, и в худшем случае к экономическому застою, подобному японскому, наблюдаемому в Японии уже три десятилетия, но с учётом, что Япония является экономически развитой, богатой страной, с высокими зарплатами, а Китай лишь развивающейся.
Аналогичная история с Россией, Украиной, Белоруссией, но уже по отношению к экономически развитым странам Европы: Швейцарии, Германии, Франции, Норвегии, Исландии, Ирландии, Словении и т. д.

## Инерционные свойства демографического кризиса
Демографические кризисы имеют свойство инерционности: когда рождаемость долгое время держится ниже уровня простого воспроизводства, происходит старение населения и уменьшение количества женщин детородного возраста. В результате для стабилизации численности требуется более высокий суммарный коэффициент рождаемости (количество детей на одну женщину детородного возраста).

## Демографический кризис в России
После распада СССР в России начался демографический кризис, сопровождающийся существенным сокращением населения страны. До 2013 года естественный прирост был отрицательным. В 2013 естественный прирост составил 22,912 тысячи человек. В январе-октябре 2014 г. число родившихся (1 635 071) превысило число умерших (1 597 958) на 37 113 человек. При этом в 42 субъектах Российской Федерации наблюдается превышение числа умерших над числом родившихся, из них в 11 субъектах Российской Федерации это превышение составило 1,5−1,7 раза.
Россия находится в общемировом демографическом тренде глобального старения населения Земли (кроме Африки южнее Сахары) и вызванного им уже в ряде стран, как развитых так и развивающихся, демографического кризиса. Низкая рождаемость приводит к увеличению доли пожилого населения и уменьшению доли трудоспособного населения, и как следствие к увеличению доли неработающих (иждивенцев) к доли работающих в странах мира. Так же в связи с глобальным старением населения мира растёт средний возраст населения мира и изменяется возрастная пирамида населения Земли. В связи с этим в ряде регионов мира начинают нарастать дефляционные тенденции вызванные старением населения, демографическим кризисом, изменением спроса и уменьшением потребительской активности. Основная проблема России и других посткоммунистических стран Европы, в том что они не смогли воспользоваться демографическим дивидендом послевоенного мирового беби-бума, что бы развить в должной мере капиталистические экономики своих стран до уровня того, что мы понимаемым сегодня, как развитых экономик (с высокой добавочной стоимость, с высоким уровнем жизни населения и т.д), из-за плановых коммунистических неэффективных экономик, и перешли к капитализму только в 1990-годы, когда уже их демографический дивиденд иссяк. То есть они не успели разбогатеть, как уже постарели. Посткоммунистические страны Европы, являясь частью тех же самых глобальных демографических тенденций, что происходят в мире, не смогли подойти к проблемам старения населения, низкой рождаемости и как следствие уменьшения своего населения с более выгодной позиции богатых развитых стран, которым так же приходиться решать эту практически нерешаемую проблему.

## Прогнозы ООН
Согласно данным прогноза ООН 2019 года, рост населения Земли почти остановится к концу XXI века. Ожидается, что впервые в современной истории население мира практически прекратит расти к концу этого столетия, в значительной степени из-за падения мировых показателей рождаемости. Прогнозируется, что к 2100 году население мира достигнет приблизительно 10,9 миллиарда человек, а ежегодный прирост составит менее 0,1% - резкое снижение по сравнению с нынешними темпами. В период с 1950 года по сегодняшний день население мира увеличивалось от 1% до 2% каждый год, а число людей выросло с 2,5 миллиардов до более 7,7 миллиарда. Глобальная рождаемость падает по мере старения мира. Согласно данным демографического прогноза ООН 2019 года, к 2050 году средний возраст населения земли составит 36 лет, каждый шестой человек в мире будет старше 65 лет (16%), по сравнению с 2019 годом, когда средний возраст населения Земли составлял 31 год, и только 1 из 11 человек (9%) был старше 65 лет. Согласно данным демографического прогноза ООН 2019 года к 2100 году средний возраст населения Земли составит 42 года, а общий коэффициент рождаемости составит 1,9 рождения на одну женщину по сравнению с 2,5 на 2019 год. По прогнозам, к 2070 году этот показатель упадет ниже уровня воспроизводства населения (2,1 рождения на одну женщину). Между 2020 и 2100 годами число людей в возрасте 80 лет и старше увеличится с 146 миллионов до 881 миллиона. Начиная с 2073 года, по прогнозам, будет больше людей в возрасте 65 лет и старше, чем младше 15 лет - в первый раз в истории человечества. Факторами, способствующими увеличению среднего возраста, являются увеличение продолжительности жизни и снижение уровня рождаемости..
Африка - единственный регион мира, в котором, по прогнозам, будет наблюдаться значительный прирост населения до конца этого столетия. Ожидается, что в период с 2020 по 2100 год население Африки увеличится с 1,3 млрд до 4,3 млрд человек. Прогнозы показывают, что этот прирост будет достигнут главным образом в странах Африки к югу от Сахары, численность населения которых к 2100 году ожидается вырастет более чем в три раза. По прогнозам, в регионах, которые включают США и Канаду (Северная Америка), а также Австралию и Новую Зеландию (Океанию), будет происходить рост населения на протяжении всего столетия, но более медленными темпами, чем в Африке. Прогнозируется, что рост населения Африки будет оставаться сильным в течение всего этого столетия. Ожидается, что численность населения Европы и Латинской Америки к 2100 году сократится. Ожидается, что в 2021 году население Европы достигнет пика в 748 миллионов человек. Ожидается, что регион Латинской Америки и Карибского бассейна превзойдет Европу по численности населения к 2037 году, а в 2058 году достигнет пика в 768 миллионов. Ожидается, что население Азии увеличится с 4,6 млрд в 2020 году до 5,3 млрд в 2055 году, а затем начнет сокращаться. Ожидается, что население Китая достигнет пика в 2031 году, а население Японии и Южной Кореи, как ожидается, сократится после 2020 года. Ожидается, что население Индии будет расти до 2059 года, когда оно достигнет 1,7 миллиарда человек. Между тем Индонезия - самая густонаселенная страна в Юго-Восточной Азии - по прогнозам достигнет своего пика в 2067 году. В регионе Северной Америки ожидается, что миграция из остального мира будет основной движущей силой продолжающегося роста населения. Ожидается, что численность иммигрантов в Соединенных Штатах в ближайшие 80 лет (с 2020 по 2100 год), согласно прогнозам ООН, увеличится на 85 миллионов человек. В Канаде миграция, вероятно, будет ключевым фактором роста, поскольку ожидается, что число смертей в Канаде превысит число рождений.
К 2100 году 5 из 10 крупнейших по населению стран мира, по прогнозам, будут в Африке. По прогнозам, на шесть стран будет приходиться более половины прироста населения мира до конца этого столетия, а пять будут находиться в Африке. Ожидается, что население мира вырастет примерно на 3,1 миллиарда человек в период с 2020 по 2100 год. Более половины этого прироста ожидается в Нигерии, Демократической Республике Конго, Танзании, Эфиопии и Анголе, а также в одной не африканской стране (Пакистан). По прогнозам, к 2100 году пять африканских стран войдут в первую десятку стран мира по населению. Прогнозируется, что к 2027 году Индия превзойдет Китай как самую густонаселенную страну мира. К 2059 году её население достигнет пика в 1,7 миллиарда человек. Между тем, согласно прогнозам, Нигерия превзойдет США как третью по величине населения страну в мире в 2047 году. Ожидается, что в период с 2020 по 2100 год 90 стран потеряют население. Ожидается, что две трети всех стран и территорий в Европе (32 из 48) потеряют население к 2100 году. В Латинской Америке и Карибском бассейне ожидается сокращение половины населения региона из 50 стран. Напротив, между 1950 и 2020 годами только шесть стран в мире потеряли население, из-за гораздо более высоких показателей рождаемости и относительно более молодого населения в последние десятилетия. Ожидается, что к 2100 году половина детей, рождённых во всем мире, будут рождены в Африке. Африка перегонит Азию по количеству рождённых детей к 2060 году. Половина всех рождённых детей в мире, как ожидается будет в Африке к 2100 году, по сравнению с тремя из десяти всех рождённых детей мира в 2019 году. Ожидается, что в период с 2020 по 2100 год в Нигерии родится 864 миллиона детей, что является самым большим показателем среди африканских стран. По прогнозам, число рождений в Нигерии к 2070 году превысит число рождений в Китае. Между тем, согласно прогнозам, к концу этого столетия в Азии родится примерно треть детей мира, по сравнению с примерно половиной сегодня и с 65 % в период 1965-70 годов.
В 1950 году в регионе Латинской Америки и Карибского бассейна было одно из самых молодых населений мира; к 2100 году ожидается, что в регионе Латинской Америки и Карибского бассейна будет самое старое население из всех регионов мира, что резко контрастирует с XX веком. В 1950 году средний возраст региона составлял всего 20 лет. По прогнозам, к 2100 году эта цифра увеличится более чем в два раза - до 49 лет. Данная закономерность очевидна при взгляде на отдельные страны региона. Например, в 2020 году ожидается, что средний возраст будет в Бразилии (33 года), Аргентине (32 года) и Мексике (29 лет), что будет ниже, чем средний возраст в США (38 лет). Однако к 2100 году население всех этих трёх латиноамериканских стран, согласно прогнозам, будут старше населения США. Средний возраст составит 51 год в Бразилии, 49 лет в Мексике и 47 лет в Аргентине, по сравнению со средним возрастом 45 лет в США. Ожидается, что в Колумбии будет самый сильный рост среднего возраста населения, он вырастет более чем втрое между 1965 и 2100 годом - с 16 до 52 лет.
Прогнозируется, что в Японии в 2020 году будет самый высокий средний возраст населения среди всех стран мира - 48 лет. Ожидается, что средний возраст Японии продолжит расти, пока не достигнет пика в 55 лет в 2065 году. Ожидается, что он будет ниже в 2100 году (54 года). Ожидается, что к 2100 году страной с самым высоким средним возрастом населения станет Албания со средним возрастом 61 год.

## Прогноз Вашингтонского университета
| 7-8 детей 6-7 детей 5-6 детей 4-5 детей | 3-4 детей 2-3 детей 1-2 детей 0-1 детей |

Карта медианного возраста (от и до) в разных странах по состоянию на 2018 год. Самое молодое население Земли в основном сосредоточенно в странах Африки южнее Сахары.

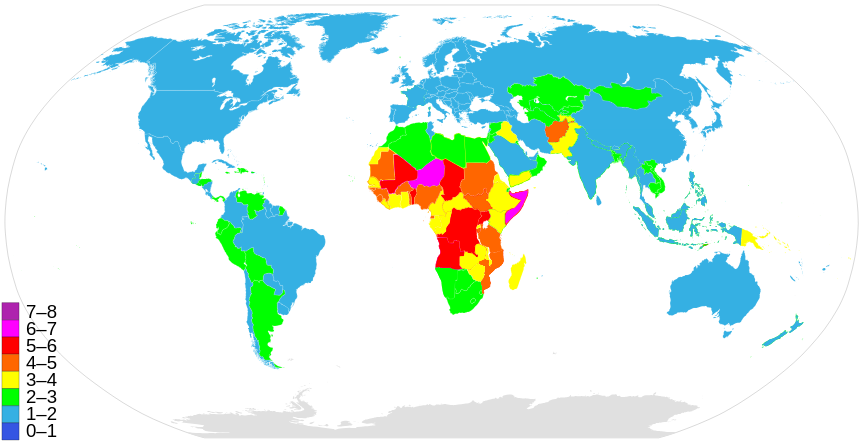
Карта стран мира по суммарному коэффициенту рождаемости по состоянию на 2020 год. Самый высокий на Земле суммарный коэффициент рождаемости наблюдается в основном в странах Африки южнее Сахары.
7-8 детей
6-7 детей
5-6 детей
4-5 детей
3-4 детей
2-3 детей
1-2 детей
0-1 детей

Карта стран мира по темпу роста населения в процентах с учётом рождаемости, смертности, иммиграции и эмиграции в 2018 году. Самый высокий темп роста населения Земли наблюдается в основном в странах Африки южнее Сахары.

По данным прогноза Вашингтонского университета опубликованного в медицинском журнале The Lancet 14 июля 2020 года, население мира, достигнет пика в 2064 году и составит около 9,73 миллиарда, а затем снизится до 8,79 миллиарда к 2100 году, что на 2 миллиарда меньше, чем прогноз ООН 2019 года. Разница в цифрах между прогнозами ООН и Вашингтонского университета в значительной степени зависит от уровня рождаемости. Уровень воспроизводства населения (2,1 рождений на одну женщину), необходимого для поддержания численности населения на одном уровне. Прогноз ООН предполагает, что в странах с низкой рождаемостью на сегодняшний момент суммарный коэффициент рождаемости со временем вырастет до 1,8 ребёнка на женщину. Однако данные прогноза Вашингтонского университета показывают, что по мере того, как женщины становятся более образованными и получают доступ к услугам в области репродуктивного здоровья, они в среднем предпочитают иметь менее 1,5 детей, что как следствие ускоряет снижение рождаемости и замедляет рост населения, а затем и ускоряет его снижение. Прогнозируется, что глобальный СКР будет неуклонно снижаться с 2,37 в 2017 году до 1,66 в 2100 году, что намного ниже уровня воспроизводства населения (2,1 рождений на одну женщину), необходимого для поддержания численности населения на одном уровне. Даже незначительные изменения СКР приводят к большим различиям в численности населения между странами мира: увеличение СКР всего на 0,1 рождения на женщину эквивалентно увеличению примерно на 500 миллионов человек населения на планете Земля к 2100 году. Страны в которых прогнозируется сильное снижение рождаемости к 2100 году, это в значительной степени страны которые сейчас имеют очень высокую рождаемость, в основном это страны Африки южнее Сахары, где показатели впервые упадут ниже уровня воспроизводства населения - с 4,6 рождений на женщину в 2017 году до 1,7 к 2100 году. В Нигере, где коэффициент фертильности был самым высоким в мире в 2017 году - женщины рожали в среднем 7 детей - прогнозируется, что к 2100 году этот показатель снизится до 1,8.
По прогнозам к 2050 году в 151 стране, а к 2100 году уже в 183 из 195 стран мира, рождаемость упадет ниже уровня воспроизводства населения (2,1 рождения на одну женщину), необходимого для поддержания численности населения на одном уровне. Это означает, что в этих странах население будет сокращаться, если низкая рождаемость не будет компенсироваться иммиграцией.  Многие из стран с наиболее быстро снижающимся населением будут находится в Азии, а также в Центральной и Восточной Европе. Ожидается, что численность населения к 2100 году сократиться как минимум наполовину в 23 странах мира, включая Японию (примерно с 128 миллионов человек в 2017 году до 60 миллионов в 2100 году), Таиланд (с 71 до 35 миллионов), Испанию (с 46 до 23 миллионов), Италию (с 61 до 31 миллиона), Португалию (с 11 до 5 миллионов) и Южную Корею (с 53 до 27 миллионов). Ожидается, что ещё в 34 странах произойдет сокращение населения от 25 до 50%, включая Китай. Население Китая сократится с 1,4 миллиарда человек в 2017 году до 732 миллионов в 2100 году. Тем временем население стран Африки южнее Сахары вырастет втрое с примерно 1,03 миллиарда в 2017 году до 3,07 миллиарда в 2100 году, по мере снижения смертности и увеличения числа женщин, вступающих в репродуктивный возраст. При этом только население одной Нигерии вырастет до 791 миллиона к 2100 году, что сделает её второй по населению страной в мире после Индии, где тогда будет проживать 1,09 миллиарда человек. Население Северной Африки и Ближнего Востока вырастет с 600 миллионов в 2017 году до 978 миллионов в 2100 году. Эти прогнозы предполагают лучшие условия для окружающей среды с меньшим давлением на системы производства продуктов питания и более низкими выбросами углерода, а также значительное увеличение экономически активного населения некоторых частей Африки к югу от Сахары. Однако в большинстве стран мира за пределами Африки будет наблюдаться сокращение рабочей силы и перевернутая пирамида населения, что будет иметь серьёзные долгосрочные негативные последствия для их экономик. В прогнозе сделан вывод, что для стран с высоким уровнем доходов и с низкой рождаемостью лучшими решениями для поддержания численности населения и экономического роста будут гибкая иммиграционная политика и социальная поддержка семей, которые хотят детей. Однако перед лицом сокращения численности населения существует реальная опасность того, что некоторые страны могут рассмотреть политику, ограничивающую доступ к услугам в области репродуктивного здоровья, с потенциально разрушительными последствиями. Совершенно необходимо, чтобы свобода и права женщин стояли на первом месте в повестке дня каждого правительства в области развития. Системы социальных услуг и здравоохранения необходимо будет перестроить, чтобы приспособить их к работе с гораздо большим количеством пожилых людей.
Согласно прогнозу, по мере снижения рождаемости и увеличения продолжительности жизни во всем мире количество детей в возрасте до 5 лет, по прогнозам, сократится на 41% с 681 миллиона в 2017 году до 401 миллиона в 2100 году. К тому времени 2,37 миллиарда человек, то есть более четверти мирового населения, будет старше 65 лет и только 1,70 миллиарда человек моложе 20 лет. Число тех, кому за 80 лет, вырастет в шесть раз, с примерно 140 миллионов сегодня до 866 миллионов к концу XXI века. Аналогичным образом, глобальное соотношение людей старше 80 лет на каждого человека в возрасте 15 лет и младше, по прогнозам, вырастет с 0,16 в 2017 году до 1,50 в 2100 году. Кроме того, глобальное соотношение неработающих взрослых к работающим составляло около 0,8 в 2017 году, но, по прогнозам, увеличится до 1,16 в 2100 году, если участие в рабочей силе по возрасту и полу не изменится. Резкое сокращение численности и доли населения трудоспособного возраста также создаст огромные проблемы для многих стран мира. Экономикам стран будет сложнее расти с меньшим количеством рабочих и налогоплательщиков, а также создавать богатство,  увеличивать расходы на социальную поддержку и медицинское обслуживание пожилых людей  Например, число людей трудоспособного возраста в Китае резко сократиться с 950 миллионов в 2017 году до 357 миллионов в 2100 (сокращение на 62%). Прогнозируется, что спад в Индии будет менее резким - с 762 до 578 миллионов. Напротив, страны Африки южнее Сахары, вероятно, будут иметь самую молодую и соответственно самую экономически активная рабочую силу на планете Земля. В Нигерии, например, экономически активная рабочая сила увеличится с 86 миллионов в 2017 году до 458 миллионов в 2100 году, что, при правильном управлении, будет способствовать быстрому экономическому росту Нигерии, и повышению уровня жизни его населения.
Эти «тектонические» сдвиги также изменят иерархию с точки зрения экономического влияния. По прогнозу, к 2050 году ВВП Китая превысит ВВП Соединенных Штатов, но к 2100 году он вернется на второе место, так как ожидается, что США вернут себе первое место к 2098 году, если иммиграция продолжит поддерживать рост рабочей силы США. ВВП Индии вырастет и займет третье место, а Франция, Германия, Япония и Великобритания останутся в числе 10 крупнейших экономик мира. По прогнозам, Бразилия опустится в рейтинге с 8-го на 13-е, а Россия - с 10-го на 14-е место. Тем временем Италия и Испания опустятся в рейтинге с 15-го на 25-е и 28-е места соответственно. Индонезия может стать 12-й по величине экономикой в мире, в то время как Нигерия, которая в настоящее время занимает 28-е место, по прогнозам, войдет в первую десятку стран мира по ВВП.
По данным прогноза также предполагается, что сокращение численности населения может быть компенсировано иммиграцией, поскольку страны, которые продвигают либеральную иммиграцию, могут лучше поддерживать размер своего населения и поддерживать экономический рост даже в условиях снижения уровня рождаемости. По данным прогноза, некоторые страны с рождаемостью ниже уровня воспроизводства населения, такие как США, Австралия и Канада, вероятно, сохранят своё экономически активное население трудоспособного возраста за счет чистой иммиграции. Хотя в прогнозе отмечается, что существует значительная неопределенность в отношении этих будущих тенденций. Авторы прогноза отмечают некоторые важные ограничения, в том числе то, что, хотя в исследовании используются наилучшие доступные данные, прогнозы ограничиваются количеством и качеством данных за прошлые эпохи. Они также отмечают, что прошлые тенденции не всегда позволяют предсказать, что произойдет в будущем, и что некоторые факторы, не включенные в модель, могут изменить темпы рождаемости, смертности или миграции. Например, пандемия COVID-19 затронула местные и национальные системы здравоохранения по всему миру и вызвала множество смертей. Однако авторы прогноза полагают, что увеличение количества смертей, вызванных пандемией, вряд ли существенно повлияет на долгосрочные тенденции прогнозирования численности населения мира. В конечном итоге, если прогноз окажется хотя бы наполовину точным, миграция со временем станет необходимостью для всех стран мира, а не вариантом. Так, как распределение населения трудоспособного возраста будет иметь решающее значение для того, будет ли человечество процветать или увядать.